# Pumpuang Duangjan
Pumpuang Duangjan  (taj. พุ่มพวง ดวงจันทร์; ur. 4 sierpnia 1961, zm. 13 czerwca 1992) – tajska aktorka, piosenkarka luk thung.

## Dyskografia
Albumy
- นักร้องบ้านนอก (Nak Rong Ban Nok)
- แก้วรอพี่ (Kaew Roe Phee)
- สาวเพชรบุรี (Sao Petchburi)
- นัดพบหน้าอำเภอ (Nat Phop Na Ampore)
- สาวนาสั่งแฟน (Sao Na Sang Fan)
- ดาวเรืองดาวโรย (Dao Rueang Dao Roai)
- หัวใจถวายวัด (Hua Jai Tawai Wat)
- ส้มตำ (Som Tam)
- โลกของผึ้ง (Lok Khong Pueng)

## Filmografia
- 1984 – Chee (ชี)
- 1984 – Nang Sao Ka Thi Sod (นางสาวกะทิสด)
- 1984 – Khoe Thot Tee Thee Rak (ขอโทษที ที่รัก)
- 1984 – Jong Ang Pangad (จงอางผงาด)
- 1985 – Thee Rak Ter Yoo Nai (ที่รัก เธออยู่ไหน)
- 1986 – Mue Puen Khon Mai (มือปืนคนใหม่)
- 1987 – Sanae Nak Rong (เสน่ห์นักร้อง)
- 1987 – Chaloey Rak (เชลยรัก)
- 1987 – Pleng Rak Phleng Puen (เพลงรัก เพลงปืน)
- 1988 – Phet Payak Rat (เพชรพยัคฆราช)